# Keningau (district)
Keningau is een district in de Maleisische deelstaat Sabah.
Het district telt 178.000 inwoners op een oppervlakte van 3500 km².